# Edeby, Norrtälje kommun
Edeby är en bebyggelse på västra Väddö vid Väddöviken och länsväg 283 i Väddö socken i Norrtälje kommun. Från 2015 avgränsar SCB här en småort.